# ارسنی پروتسشین
ارسنی پروتسشین (انگلیسی: Arseniy Protsyshyn؛ زادهٔ ۲۹ اوت ۱۹۹۵) بازیکن فوتبال اهل اوکراین است.
از باشگاه‌هایی که در آن بازی کرده‌است می‌توان به باشگاه فوتبال فورسکلا پولتاوا اشاره کرد.